# Privatbank (Lettland)
Die AS Privatbank (bis 2007: AS Paritāte Banka, Eigenschreibweise „PrivatBank“) ist eine im Jahr 1992 gegründete Aktiengesellschaft lettischen Rechts. Seit 2007 ist die Privatbank ein Tochterunternehmen der ukrainischen Bank Offene Aktiengesellschaft Kommerzbank Privatbank. Die Hauptgeschäftsstelle befindet sich in Riga. Vorstandsvorsitzender ist Oleksandr Trubakov. Die Bank beschäftigt 322 Mitarbeiter.

## Marktpräsenz in Lettland
Auf dem lettischen Markt ist Privatbank mit 15 Filialen in den größeren Städten vertreten. Sie bietet die üblichen Dienstleistungen an: Kreditgeschäfte, Geldanlagen, Vermögensverwaltung und Geldtransferservices sowie Paketlösungen für bestimmte Zielgruppen wie Seeleute und ihre Familien. Bei Geschäftskunden spezialisiert sich die Privatbank auf die Betreuung ausländischer Firmen.
Die Tätigkeit der Bank unterliegt der Aufsicht der Finanz- und Kapitalmarktkommission in Lettland, für die Tätigkeit auf dem deutschen Markt wurde diese bei der Bundesanstalt für Finanzdienstleistungsaufsicht (BaFin) angemeldet.

## Geschichte
Die Bank wurde im Jahre 1992 als AS Paritāte Banka als eine der ersten lettischen Geschäftsbanken gegründet.
Im Jahr 2001 wurde die ukrainische SAO KB PrivatBank Hauptaktionär der Paritāte Banka. Sechs Jahre später übernahm sie den Namen des Hauptaktionärs und wurde zur AS Privatbank.
2010 wurden eine Filiale in Portugal eröffnet, 2010 folgte eine Niederlassung in Italien. Die Filiale in Portugal wurde zum 1. März 2015 geschlossen. Seither werden die portugiesischen Kunden von der lettischen Hauptgeschäftsstelle betreut.

## Auszeichnungen
- Preis der Deutschen Bank „STP Excellence Award 2007“ für einwandfreie Qualität der ausgehenden Zahlungen in EUR und USD (2008)